# Tejido mesenquimal

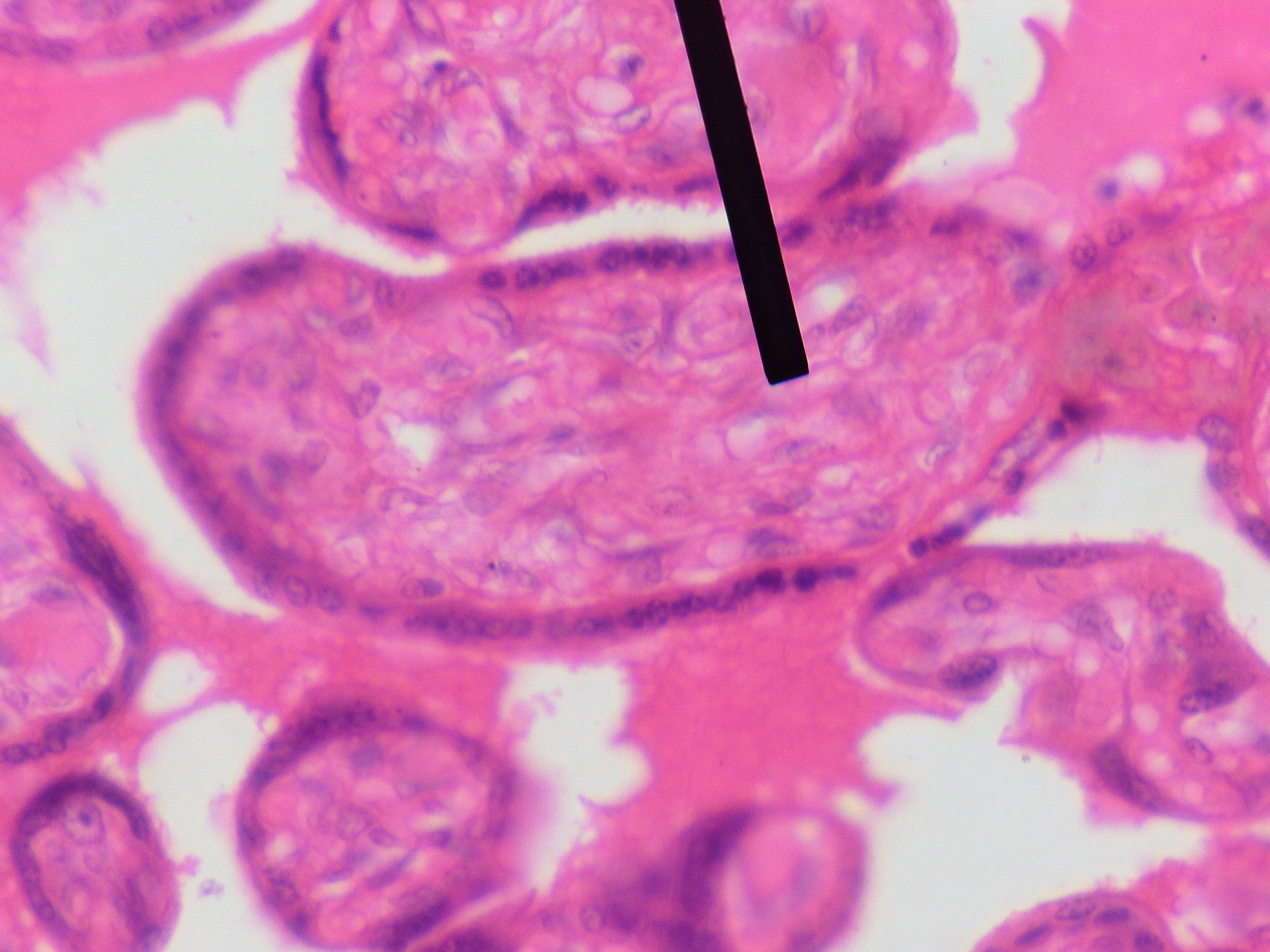
Tejido mesenquimal

El tejido mesenquimal (también tejido mesenquimático), genéricamente denominado mesénquima, es el tejido del organismo embrionario con una abundante matriz extracelular, compuesta por fibras delgadas y relativamente pocas células (aunque la celularidad es muy variable).
El tejido mesenquimal procede del mesodermo (la lámina intermedia en el disco embrionario trilaminar) durante el desarrollo embrionario; específicamente, proviene del mesodermo lateral y de la lámina visceral. Del tejido de la cresta neural, y las placodas ectodérmicas. El mesénquima es el tejido primitivo mesodérmico del que derivan gran parte de los tejidos orgánicos. El mesénquima en conjunto es un tipo de tejido conjuntivo laxo, de consistencia viscosa, rica en colágeno y fibroblastos. El mesénquima dará lugar —por el proceso de diferenciación tisular— a vasos sanguíneos y órganos cardiovasculares, músculo liso, mesotelio, sistema linfático y tejido conectivo propiamente dicho.
De igual manera, está compuesto por una sustancia fundamental muy tenue, con apenas fibras y fibroblastos activados. El mesénquima hace referencia también a los tejidos de sostén o de relleno que conforman los órganos, en contraposición al parénquima  o tejido principal de un órgano.

## Funciones del tejido mesenquimal
Aunque al tejido conectivo se le atribuyen muchas funciones, las principales son:
- Proporcionar soporte estructural.
- Servir como un medio de intercambio.
- Ayudar en la defensa y protección del cuerpo.
- Formar un sitio para el depósito de grasa.

## Tipos de tejido mesenquimal
El tejido mesenquimal posee células madre pluripotenciales cuya diferenciación y especialización origina diferentes tipos de tejidos:

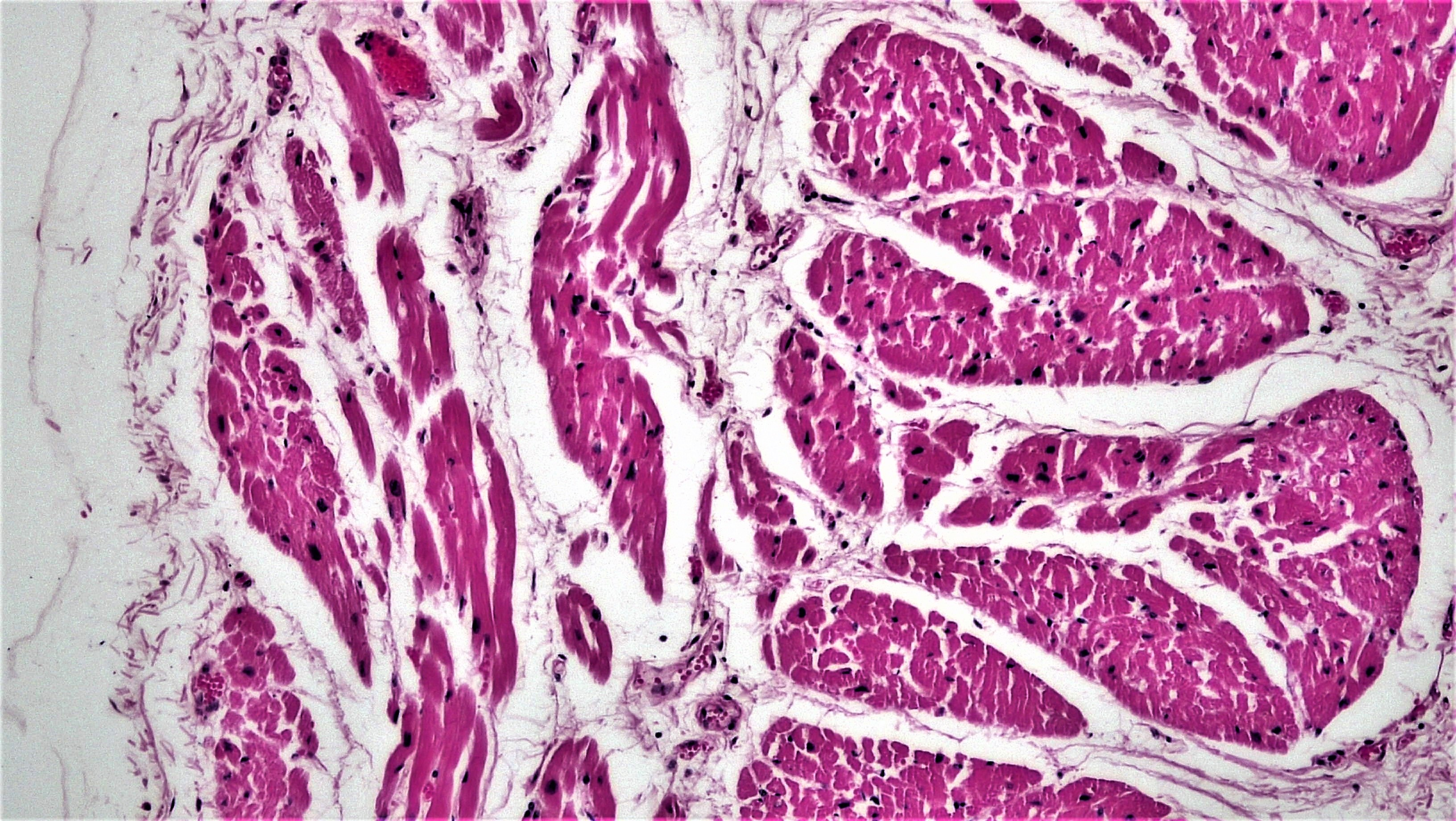
Tejido muscular.

- Los tejidos conectivos en general y todos sus tipos.
- Los tejidos musculares.
- Algunos tejidos epiteliales (endotelio y mesotelio).

### Tejido mesenquimal no especializado
- Tejido conjuntivo o tejido conectivo: Existe a su vez dos tipos:

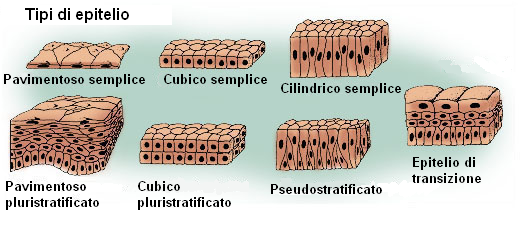
Tejido epitelial.

  - Tejido epitelial.Tejido conectivo laxo. Sostiene órganos y epitelios en su lugar, y posee una variedad de fibras proteínicas, incluyendo colágeno y elastina. Forma el estroma o relleno de los órganos, sobre el que asienta el parénquima o células que realizan la función característica del órgano.
  - Tejido conectivo denso. Posee abundantes fibras colágenas, menos flexible que el laxo, pero más resistente a las tracciones. Es de dos tipos:
    - Modelado o Regular. Presentan las fibras colágenas orientadas en una misma dirección, este tipo de tejido lo encontramos en los tendones y ligamentos.
    - No Modelado o Irregular. Las fibras colágenas están orientadas en diferentes direcciones; lo encontramos en la dermis profunda, periostio (membrana que rodea la superficie del hueso) y en el pericondrio (membrana que rodea la superficie del cartílago).

### Tejido mesenquimal especializado
- Tejido adiposo. Contiene adipocitos que cumplen las funciones de relleno, aislamiento térmico y mecánico, y almacenamiento de energía.
- Tejido cartilaginoso. Forma los cartílagos, que en algunos peces, constituye prácticamente todo el esqueleto. En otros vertebrados, el cartílago se encuentra principalmente en las  articulaciones, donde cumple la función de amortiguador. La matriz extracelular del cartílago se compone principalmente de sulfato de condroitina.
- Tejido óseo. Forma los huesos, que contiene células especializadas denominadas osteocitos en una matriz extracelular mineralizada que cumple la función de soporte general.
- Tejido hematopoyético y sangre. La matriz extracelular de la sangre es el plasma sanguíneo, que transporta nutrientes disueltos, hormonas, y dióxido de carbono en forma de bicarbonato.
- Tejido muscular. A su vez se divide en dos tipos:
  - Tejido muscular estriado
  - Tejido muscular liso

## Ectomesénquima
El tipo celular del ectomesénquima tiene propiedades semejantes al mesénquima pero de origen distinto: procede de la cresta neural. Implicada en la formación de tejidos duros y blandos de la cabeza y cuello, como huesos, músculos y, lo que es más importante, arcos branquiales.

## Enfermedades del tejido mesenquimal
Varias patologías han sido descritas por alteraciones del tejido mesenquimal, tanto hereditarias como ambientales.
- Síndrome de Marfan: Trastorno genético causado por un defecto en la fibrilina.
- Escorbuto: Causado por una deficiencia en vitamina C, que conduce a la malformación del colágeno.
- Los cánceres que se originan en los tejidos mesenquimatosos se denominan sarcomas.